# 诺安河
诺安河（法語：Nohain，法語發音：[nɔ.ɛ̃] ⓘ）是法国勃艮第-弗朗什-孔泰大区涅夫勒省的河流，是卢瓦尔河的右支流，长47.3千米。